# Priyo
Priyo.com (bengali : প্রিয়.কম), souvent appelé simplement Priyo, signifiant « cher » en anglais, est un portail Internet bengali et une société de médias d'information qui a été fondée par Zakaria Swapan en 2011. Basé au Bangladesh et destiné principalement aux lecteurs locaux, il présente des nouvelles culturelles pop, des histoires d'intérêt local et des commentaires politiques et culturels en bengali

## Histoire
En 2011, Priyo a été fondée à Dacca, Bangladesh en tant que filiale étrangère (FDI) de Priyo Inc USA par Zakaria Swapan. C'est l'une des sociétés retenues par l'Association bangladaise des logiciels et services (BASIS), cotée sous le nom de Priyo Ltd. Il est financé principalement par FENOX Venture Capital.